# Хорезмская область
Хоре́змская о́бласть (вилоя́т; узб. Xorazm viloyati / Хоразм вилояти) — административная единица в составе Республики Узбекистан. Административный центр — город Ургенч.

## Происхождение названия
Слово Хорезм впервые упоминается в священной книге зороастрийцев «Авеста». Существуют также предположения, что Хорезм в переводе с древнехорезмийского языка означал «низменная земля», «кормящая земля».

## История
С VIII века до н. э. на современной территории области образовалось одно из древнейших государств в Центральной Азии, которое основали хорасмии. Здесь также проживали племена массагетов, саков, апасаков, осов, дахов и т. д.
В XII веке образовалось мощное по размеру территории среднеазиатское государство — Хорезмшахов. Наивысшего расцвета оно достигло в начале XIII века при Ала ад-Дине Мухаммаде II. Но расцвет империи длился недолго, и она пала от нашествия монголов.
В эпоху новейшей истории в феврале 1920 года была создана Хорезмская Народная Советская Республика, как преемница Хивинского ханства.
После отречения правителя от престола официально, 26 апреля 1920 года был объявлен Первый Хоразмский Курултай (Собрание).
30 октября 1923 года ХНСР была преобразована в Хорезмскую Социалистическую Советскую Республику, которая просуществовала до осени 1924 года, когда её территория была разделена между Узбекской ССР (в составе Хорезмской области), Туркменской ССР и Каракалпакской АО (РСФСР)
В 1925—1930 и 1932—1938 годах являлась Хорезмским округом, а как отдельная область была создана 15 января 1938 года.
Хорезм является родиной основоположника алгебры и алгоритма Мухаммада бен Мусы Ал Хорезми и создавшего карту земли в виде сферы Абу Райхана Бируни, а также других, не менее известных учёных и деятелей.
12 декабря 1963 года область была награждена орденом Ленина «за крупные успехи, достигнутые трудящимися Хорезмской области в увеличении производства хлопка и других продуктов сельского хозяйства, широкое применение прогрессивных способов возделывания хлопчатника, за успешное выполнение в 1963 году социалистических обязательств по продаже государству 308 тысяч тонн хлопка-сырца».
В 2003 году область была награждена орденом Жалолиддина Мангуберди.

## География
Хорезмская область расположена в северо-западной части Узбекистана. На северо-западе и севере граничит с Республикой Каракалпакстан, на юге и западе — с Туркменистаном, на юго-востоке, востоке и северо-востоке — с Бухарской областью.
Территория области простирается с северо-запада на юго-восток на 280 км в тех широтах, где расположен город Ургенч (с запада на восток — на 80 км).
Площадь области составляет 6300 км² (1,5 % от всей территории страны), находясь с этим показателем на 11-м месте среди 14 субъектов.
Почти всю территорию области занимают равнины и небольшие возвышенности. По своему географическому положению она расположена между 40°-42° северной широты и 60°-62° восточной долготы.

## Природа

### Климат
Климат — резко континентальный, с жарким и сухим летом при достаточно холодной зиме.
В зимний период температура воздуха в Хорезмской области и соседнем Каракалпакстане в среднем ниже на 5-8 °C по сравнению с остальной южной и восточной частями Узбекистана.
Среднегодовая температура составляет +12,0 °C, средняя температура января равна −5,0 °C, средняя температура июля — +30,0 °C. Абсолютный минимум температуры составил −32 °C, абсолютный температурный максимум — +48 °C.
В среднем на территории района выпадает 80-100 мм осадков за год (основная их часть приходится на весну и осень). Вегетационный период длится 200—210 дней. Эти показатели являются одними из самых низких среди областей Узбекистана.

### Почвы
Почвенный покров адыров образован в основном солончаками и в меньшей степени — лугово-серозёмными почвами. Почвенный покров низменностей — песчаный.

## Население
Население области по состоянию на 1924 год состояло из узбекского населения (97 %), остальные 3 % — туркмены, казахи, каракалпаки, персы, русские.
По состоянию на 2020 год, численность населения — 1 866 493 человек, причём 21,9 % населения проживает в городах, а 78,1 % — в сельской местности.
По численности населения Хорезмская область занимает 11-е место среди других областей республики. Плотность населения — 249 человек/км². Крупнейший город — Ургенч.
На официальном сайте Комитета по межнациональным отношениям и дружественным связям с зарубежными странами при Кабинете министров Республики Узбекистан опубликованы следующие сведения о численности национальных меньшинств в Хорезмской области на 1 января 2017 года:
- казахи — 10 591 чел.
- корейцы — 4 300 чел.
- русские — 6 023 чел.
- татары — 3 668 чел.

## Административно-территориальное деление

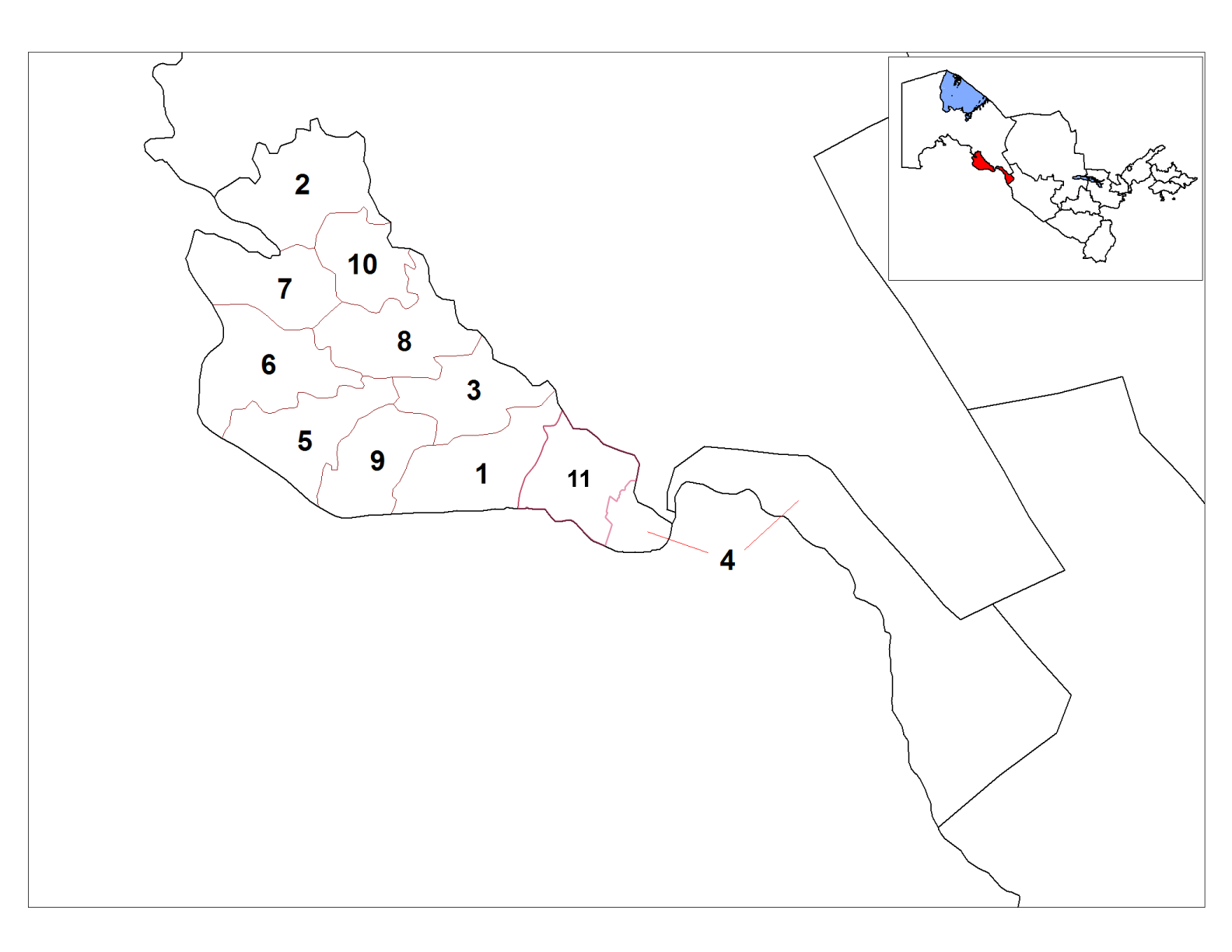
Административно-территориальное деление Хорезмской области

По состоянию на 2020 год, область разделена на 11 районов (туманов) и 2 города областного подчинения:
- город Ургенч,
- город Хива (5),
- Багатский район (1), центр — пос. Багат,
- Гурленский район (2), центр — пос. Гурлен,
- Кошкупырский район (6), центр — пос. Кошкупыр,
- Ургенчский район (8), центр — село  Караул,
- Хазараспский район (11), центр — город Хазарасп,
- Ханкинский район (3), центр — пос. Ханка,
- Хивинский район (5), центр — село Шомохулум,
- Шаватский район (7), центр — пос. Шават,
- Янгиарыкский район (9), центр — пос. Янгиарык,
- Янгибазарский район (10), центр — пос. Янгибазар
- Тупраккалинский район (4), центр —город Питнак

В 1938 году Хорезмская область делилась на 9 районов (Гурленский, Кош-Купырский, Мангитский, Ургенчский, Хазараспский, Ханкинский, Хивинский, Шаватский, Янги-Арыкский) и 2 города областного подчинения (Ургенч и Хива).
В 1950 году был образован Янги-Базарский район, а в 1953-м — Багатский район. В 1957 году Мангитский район был передан Каракалпакской АССР.
В 1959 году Багатский и Янги-Базарский районы были упразднены. В 1963 году упразднены Кушкупирский, Ургенчский и Хонкинский районы.
В 1964 году восстановлен Ургенчский район, в 1967-м — Кушкупирский, в 1970-м — Багатский, в 1973-м — Ханкинский, в 1981-м — Янгибазарский.
В 1976 году образован город областного подчинения Дружба, в 1983-м — Ханка и Шават, а в 1984 — Гурлен. В 1992 году Гурлен, Ханка и Шават были лишены статуса городов областного подчинения.
В 1998 году город Дружба был переименован в Питнак. В 2002 году городами областного подчинения перестали быть Питнак и Хива. В 2017 году Хива снова стала городом областного подчинения.В 2025 году Хазарасп снова стала городом районного подчинения.

## Экономика
Хорезмская область является одним из аграрно-индустриальных регионов Узбекистана. Важную роль в экономике области занимает сельское хозяйство.
В нём всё большую роль и значение имеют фермерские хозяйства, число которых после реформы укрупнения превысило показатель 5000. Фермеры сдают около 98 % хлопка-сырца и 65 % зерна, выращиваемого в Хорезме.
Местная промышленность, главным образом, связана с переработкой сельскохозяйственной продукции. Также имеются предприятия по производству ковров, строительных материалов и пищевых продуктов.
Развивается сфера туризма, в которой особое место занимают услуги, предоставляемые иностранным туристам.
В частности, в 2006 году Хорезм посетили более 30 000 туристов, из которых около 29 000 или 86 % приходится на долю гостей из стран дальнего зарубежья.

### Транспорт
Протяжённость железных дорог на территории области — более 130 км. Протяжённость автомобильных дорог — 2300 км (в том числе с асфальтобетонным покрытием — около 2000 км).
Имеется авиационное сообщение с рядом городов Центральной Азии, России, СНГ и других стран.
Между административным центром области и историческим городом по маршруту Ургенч (аэропорт) — Хива (старый город) действует междугородный троллейбус.

## Власть
По состоянию на 2018 год, хокимом области являлся Фарход Уразбаевич Эрманов, с декабря 2022 является Главой Совета Министров Каракалпакстана.
- Заместитель хокима по вопросам сельского и водного хозяйства — Машарипов Уктам Рустамович;

- Заместитель хокима по вопросам капитального строительства, коммуникаций, коммунального хозяйства и благоустройства — Рузметов Ражапбой Рахимович;

- Заместитель хокима по связям с общественными и религиозными организациями — Атаханов Хамза Атаханович;

- Заместитель хокима, председатель комитета женщин области — Абдукаримова Сайёра Сапаевна  (недоступная ссылка).

### Хокимы
1. Джуманиязов, Маркс Джуманиязович
2. Юсупов, Искандар
3. Ислам Алимович Бабаджанов (26.03.1999-15.02.2008),
4. Оллаберган Оллаберганов (15.02.2008-24.01.2012),
5. Пулат Раззакович Бободжонов[6] (24.01.2012-04.09.2017)[7],
6. Илгизар Матякубович Сабиров (04.09.2017-21.04.2018)[8],
7. Фарход Уразбаевич Эрманов (21.04.2018-2022)[9].
8. Рахимов Журабек Рахимович (26.12.2022- н.в.)